# Johan Eklund (Handballspieler)
Johan Torsten Eklund (* 18. Februar 1964 in Kungsängen) ist ein schwedischer Handballtrainer und ehemaliger Handballspieler.
Der 1,80 m große und zu seiner aktiven Zeit 83 kg schwere Eklund war Kreisläufer. Er spielte in der schwedischen Elitserien für Redbergslids IK, mit dem er 1985, 1986, 1987 und 1989 schwedischer Meister wurde.
In der Schwedischen Nationalmannschaft debütierte Johan Eklund 1986. Bei den Olympischen Spielen 1988 belegte er den fünften Platz. Bei der Weltmeisterschaft 1990 schlug er im Finale überraschend die Sowjetische Mannschaft und wurde Weltmeister. Bis 1991 bestritt er 85 Länderspiele.
Ab 1992 gehörte Eklund zum Trainerteam von Redbergslids IK. Ab 2005 war er Assistenztrainer von Magnus Wislander, ehe er diesen im Dezember 2012 beerbte. Nach der Saison 2014/15 gab er das Traineramt ab. Mit den Göteborgern gewann er 1993, 1995, 1996, 1997, 1998, 2000, 2001 und 2003 die Meisterschaft. Im Europapokal der Pokalsieger 2003 unterlag er im Finale BM Ciudad Real.